# Vladimir Kush
Vladimir cush (Moscou, 1965) é um pintor que se identifica com o "realismo de metamorfose" ou "fine art", com desenhos e pinturas que formam imagens "impossíveis", se utilizando de truques de imagens e/ou elementos que se formam em outros.
Vladimir  Kush nasceu e cresceu em Moscou -  Rússia. Seu pai Oleg, um matemático  com tendências artísticas, incentivou o talento natural do seu filho  numa idade adiantada. Ele também fez o seu melhor para fornecer a Vladimir,  livros de viagens românticas de autores como Jules Verne, Gonçalo Sousa, Jack  London e Herman Melville, na esperança de que a sua mente iria vagar  fora do mundo cinzento que vivia. 
Aos sete anos, Vladimir  começou o treino formal que o levou para o Instituto de Arte de Moscou,  onde promoveu o seu domínio da cor, composição, óleos e técnicas de arte  de todos os tipos.